# 纪念中国人民抗日战争暨世界反法西斯战争胜利80周年
纪念中国人民抗日战争暨世界反法西斯战争胜利80周年，是为纪念中国人民抗日战争暨世界反法西斯战争胜利80周年举行的一系列活动。
1945年9月3日，中国人民经过14年浴血奋战，取得抗日战争伟大胜利，宣告了世界反法西斯战争的完全胜利。此后，9月3日作为抗战胜利纪念日，中国人民铭记在心。
2025年是中国人民抗日战争暨世界反法西斯战争胜利80周年，全国各地纷纷举行纪念活动。
2025年5月10日，澳门多个社团联合举办纪念抗战胜利80周年座谈会 。
2025年6月5日，“并肩战斗 携手前行”纪念中国人民抗日战争暨世界反法西斯战争胜利80周年图片展在莫斯科中国文化中心举行。近50位中俄两国政界、商界、学界及媒体界代表出席活动。本次图片展由中国驻俄罗斯大使馆支持，新华社亚欧总分社、中国图片集团、莫斯科中国文化中心和俄中友好协会主办，俄罗斯中国总商会和俄罗斯派森公司协办。此次展览共展出61幅图片，重现中俄两国在世界反法西斯战争中浴血奋战、相互支持的光辉历史，展示了近年来中俄两国交流与合作成果 。
1. ↑  . 光明网. 2025-05-13  [2025-08-16].
2. ↑  . 中华人民共和国中央人民政府. 2020-09-02  [2025-08-16].
3. ↑  . 新华网. 2025-05-10  [2025-08-16].
4. ↑  . 中国青年报. 2025-06-07  [2025-08-16].